# 懲役太郎 (バーチャルYouTuber)
懲役太郎（ちょうえきたろう）は、日本のバーチャルYouTuberである。匿名の元暴力団員であると自称し、暴力団や反社会的勢力に関する情報を紹介する活動を行っている。

## 概要

### 活動内容
2018年7月14日より、「バーチャル刑務所への服役中に、篤志面接委員の許可を得て、職業訓練の一環としてYouTube活動を始める」という設定で動画投稿を開始した。
投稿内容としては、暴力団などのいわゆる反社会的勢力やそれに類する組織、刑務所や拘置所などに関する内情を、自身の経験に基づいて紹介しているという。
また、自身が実際に逮捕され懲役に服した経験を持つといい、警察組織や司法制度、現実の犯罪・事件・事故についての見解を論じることもある。

### キャラクター性
VTuberとしてのキャラクターデザイン（アバター）は白黒の囚人服に坊主頭の若年男性を装っている。
動画の冒頭は「前科3犯、893番、懲役太郎です。」というフレーズから始まり、最後に「面会時間終了!!」というクロージングと共に終了する。一回の配信時間があらかじめ決められており、その時間に達すると話題の途中でも唐突に終了することが特徴である。

## 投稿者の経歴
実名や、出身地は明かしていない。本節の経歴はすべて本人による自称に基づく。

### 生い立ち
元々生年は明かしていなかったが、自身のSNSで2023年8月31日に57歳の誕生日を迎えたことを公表している。昭和40年代（1965年〜1974年）に小学生（6歳〜12歳）であったという。
母は在日韓国人であり、幼少期は在日韓国人に対する人種差別が根強かったため、韓国人の子であることを絶対に口外しないよう教えられていた。朝鮮学校の生徒たちと喧嘩することもあったという。
青年期、交際していた女性から仕事を紹介されたが、それが暴力団の組長の専属運転手であったことがきっかけで暴力団員となった。その女性の姉は、組長の「姐さん（妻または愛人）」であったという。

### 前科3犯
暴力団への入職後、傷害で3度逮捕され、その3回とも起訴されて有罪となり、懲役刑を受けた。合計で約10年間を刑務所で過ごしたという。
一度目は逮捕・監禁・暴行罪で起訴され、26歳未満であったため奈良少年刑務所へ収監された。
二度目は26歳時、銃刀法違反により名古屋刑務所へ4年間収監された。この服役中、宗教書や哲学書の読書によって知見を広げていた際、尊敬していた組長が殺害され、大きな衝撃を受けたという。
三度目は知人が強盗事件を起こした際、本人は関与していなかったが、指示役とされて窃盗罪で逮捕されたという。本件に関しては無関係であることから納得がいかず、無罪を主張して最高裁判所まで争い、3年6ヶ月もの期間を経て懲役刑が確定したという。この事件はインターネット掲示板でも「ヤクザが窃盗か」と揶揄されており、強い不満を抱いたという。
その後、暴力団を辞め、自身が行える稼業として2018年よりYouTubeでの活動を始めたという。

### 人物
暴力団員としては珍しく、刺青は彫っていない。理由は入職してすぐに服役したため好機を逃したことと、また刺青と覚醒剤中毒者との関連が深いことを嫌ったためだという。なお、30歳を過ぎてから覚醒剤を注射した経験はあったが、依存症になることを恐れて常用はせずに中断できたという。「あんなもの使って組の仕事などできない」というニュアンスで、所属暴力団事務所の体質としての覚醒剤の使用は無かったとしている。
同様に麻雀を含むギャンブルも覚醒剤中毒との関連を嫌い、また期待値の低さを理解していたため行わなかったという。

## 運営
チャンネル立ち上げ時よりキャラクターデザインや動画全般の管理・運営は漫画家の 俺太郎 が担当している。バーチャルタレント支援プロジェクト「upd8」終了に伴い、2021年1月1日よりフリー。

## その他の活動
- pixivFANBOX「懲役太郎チャンネル」[8]
- アパレルブランド「Jody Boy」監修[9]
- 電話相談サービス「懲役太郎電話相談室」（2020年11月現在受付停止中）[10]
- Voicy「懲役太郎 心の相談室」[11]
- 公式オンラインショップ「懲役太郎商事」[12][13][14]
- note「懲役太郎」[15]
- YouTube「懲役太郎サブチャン」[16][17]
- YouTube「懲役レコード」[18]
- YouTube「懲役出版」[19]
- YouTube「懲役先生 〜聴く、犯罪情報バラエティー番組～」[20]
- YouTube「週刊YouTube!プラス」[21]
- 音楽レーベル「懲役Records」[22]
- 17LIVE「懲役太郎17live」[23]
- コンセプトカフェ「任侠カフェ」（2022年02月28日休業）[24][25]
- レジャーホテル「任侠ホテル」[26]
- TikTok「懲役太郎【公式切り抜き】」[27]
- FRIDAYデジタル「極道楽園」監修[28]

## 出演

### TV
- 佐藤二朗の生でナゴヤでらワイドショー（2018年11月10日・中京テレビ放送）[29]
- バーチャルさんといっしょ。-VTuberの国からコンニチハ！-（2019年3月30日・NHK総合）[30]
- VTuberスター誕生 VV行こうぜ!（2019年7月20日・中京テレビ放送）[31]
- ぶい!ちーばー!!（2019年9月15日・千葉テレビ放送）[32]

### インターネットラジオ
- 洲崎綾のバババババーチャル（2020年2月29日・3月6日・3月14日・文化放送超A&G+）[33][34][35]

### イベント
- ニコニコ超会議2019テレビ東京ブース（2019年4月27日・ニコニコ超会議2019）[36]
- ナゴヤVTuberまつり（2019年6月1日・中京テレビまつり2019）[37]
- 電脳文化倶楽部プレゼンツ 懲役太郎の電脳面会室 inエンタス（2019年6月26日・秋葉原エンタス）[38]
- upd8 & collaboration! (2019年8月9日〜12日・コミックマーケット96）[39]
- 懲役太郎・由宇霧の昼からアウトロー（2019年9月14日・秋葉原エンタス）[40]
- 懲役太郎独演会inエンタス（2019年9月14日・秋葉原エンタス）[41]
- 懲役シネマ（2019年11月22日・大須シネマ）[42]
- 懲役太郎バー（2019年12月13日・イベントバーエデン池袋本店）[43]
- ナゴヤVTuberまつり（2019年12月15日・中京テレビ放送）[44]
- VTuber密会＆懲役シネマ 年末W公演 (2019年12月27日・大須シネマ）[45]
- upd8 & collaboration! (2019年12月28日〜31日・コミックマーケット97）[46]
- 【upd8】ポップアップストア（2020年3月5日～22日・3月28日～4月12日・AKIHABARAゲーマーズ本店 他）[47]
- スナック堀江万博（2020年5月28日・SNS media&consulting）[48]
- Voicyファンフェスタ（2020年10月24日・Voicy）[49]
- ナゴヤVTuber展inパルコ (2021年5月28日～6月21日・「ナゴヤVTuber展」実行委員会）[50]
- 懲役太郎商事～コミックマーケット出張所～（2021年12月30日～31日・コミックマーケット99）[51]
- 懲役太郎の大交流会（2022年3月2日・阿佐ヶ谷ロフトA）[52]
- オウム・幸福の科学・ヤクザの実態に迫る！その共通点と違いとは！(2022年8月22日・ロフトプラスワン）[53]
- オウム・幸福の科学・ヤクザの実態に迫る！in大阪（2022年9月19日・ロフトプラスワンWEST）[54]
- 懲役太郎の交流会 vol.2 (2022年10月22日・TALKING BOX）[55]
- 懲役太郎の交流会 vol.3 (2022年12月17日・TALKING BOX）[56]
- 懲役太郎の交流会 vol.4 (2023年2月18日・TALKING BOX）[57]
- オウム・幸福の科学・ヤクザの実態に迫る！in 大阪第二弾（2023年4月3日・ロフトプラスワンWEST）[58]
- 懲役太郎の交流会 vol.5 (2023年4月22日・TALKING BOX）[59]
- ヤクザとバブル 元山口組顧問弁護士が語る内幕と強盗「ルフィ」の正体（2023年4月27日・ロフトプラスワンWEST）[60]
- 懲役太郎の交流会 vol.6（2023年6月10日・TALKING BOX）[61]
- 懲役太郎の交流会 vol.7（2023年8月19日・TALKING BOX）[62]
- 懲役太郎の交流会 vol.8（2023年10月7日・TALKING BOX）[63]
- 秋だ！ 本を読め！ アウトロー読書会 in 歌舞伎町（2023年10月12日・ロフトプラスワン）[64]
- 『極道楽園』発売記念　懲役太郎お渡し会イベント（2023年11月22日・新宿ブックファースト）[65]

### 書籍
- 塀の中の元極道YouTuberが明かす ヤクザの裏知識（2020年6月4日・宝島社）[66]
- 常識として知っておきたい裏社会（草下シンヤ共著・2022年3月27日・彩図社）[67]

### 音楽
- 星とアウトロー（2020年7月30日・Everything Records）[68]
- 幻日（2020年11月25日・Choueki records）[69]
- プレゼンテーション（2022年2月17日・Choueki records）[70]

## 関連人物
- 犯罪学教室のかなえ先生
- 占い師けんけんTV
- ホーミー・kei
- 合沢萌

## タイアップ
- VTuber図鑑 upd8ver. - オーダーメイドはんこ[71]。
- VTuberチップス3（株式会社eStream・山芳製菓株式会社）[72]
- VTuberチップス5（株式会社eStream・山芳製菓株式会社）[73]